# Pachomius
Pachomius Peckham & Peckham, 1896 è un genere di ragni appartenente alla famiglia Salticidae.

## Etimologia
Il genere è stato denominato in onore di San Pacomio, (292-348), monaco egiziano, fondatore del monachesimo cenobitico.

## Distribuzione
Le sei specie note di questo genere sono diffuse soprattutto in America meridionale e centrale, in particolare in Venezuela, Brasile e Panama.

## Tassonomia
Rimosso dalla sinonimia con il genere Phiale Koch, 1846 da uno studio dell'aracnologa Galiano del 1994; considerato anche un sinonimo precedente del genere Aculeobreda, Caporiacco, 1955, dagli aracnologi Ruiz e Brescovit in uno studio del 2005.
A maggio 2010, si compone di sei specie:
- Pachomius dybowskii (Taczanowski, 1871)[2] — dal Messico all'Ecuador, Brasile
- Pachomius hadzji (Caporiacco, 1955) — Venezuela
- Pachomius maculosus (Chickering, 1946) — Panama, Venezuela
- Pachomius peckhamorum Galiano, 1994 — Panama
- Pachomius sextus Galiano, 1994 — Venezuela, Brasile
- Pachomius villeta Galiano, 1994 — Colombia, Venezuela